# Luiza Nader
Luiza Irena Nader (ur. 1976 w Warszawie) – polska krytyczka i historyczka sztuki; wykładowczyni na Akademii Sztuk Pięknych w Warszawie na Wydziale Badań Artystycznych i Studiów Kuratorskich.

## Życiorys
Ukończyła studia magisterskie i doktoranckie w Instytucie Historii Sztuki Uniwersytetu Warszawskiego. Jej badania koncentrują się na sztuce nowoczesnej, awangardowej i neoawangardowej, związkach wydarzeń granicznych z polem kulturowym, relacjach sztuki i Holokaustu. Inspiruje się teoriami afektu, traumy, pamięci, archiwum, koncepcjami związanymi ze „zwrotem materialnym” oraz humanistyką i etyką afirmatywną. Autorka licznych tekstów o sztuce współczesnej. Pełniła funkcję prezes Zarządu Sekcji polskiej AICA Międzynarodowego Stowarzyszenia Krytyki Artystycznej w latach 2017–2020. Stypendystka Programu Fulbrighta.
Autorka książek Konceptualizm w PRL i Afekt Strzemińskiego „Teoria widzenia”, rysunki wojenne, Pamięci przyjaciół – Żydów.
Wykładowczyni na Wydziale Badań Artystycznych i Studiów Kuratorskich ASP w Warszawie, wcześniej także na Wydziale Zarządzania Kulturą Wizualną oraz w Instytucie Historii Sztuki UW.

## Publikacje
- Luiza Nader, Konceptualizm w PRL, Wydawnictwa Uniwersytetu Warszawskiego, Warszawa 2009, ISBN 978-83-235-0570-9[3]
- Luiza Nader, Afekt Strzemińskiego „Teoria widzenia”, rysunki wojenne, Pamięci przyjaciół – Żydów, Instytut Badań Literackich PAN, Muzeum Sztuki w Łodzi, 2018, ISBN 978-83-660-7618-1